# Saraguay
Saraguay est un secteur dans Cartierville et une ancienne municipalité au nord-ouest de l'île de Montréal,

## Histoire
En 1863, les terres du secteur font partie de la côte Saint-Louis. De 1880 à 1945, avec l'arrivée de plusieurs grandes familles bourgeoises à Saraguay, les activités agricoles cessent, et les terres du secteur sont utilisées pour la chasse à courre. Le village de Saraguay est créée le 19 février 1914. Dans les années 1920, la famille Ogilvie érige un manoir au bord de l'eau, vis-à-vis de l'île-aux-Chats. 
Le village de Saraguay est annexé à la ville de Montréal le 22 avril 1964. En 1977, la ville de Montréal achète le site du premier manoir MacDougall et en fait le parc Gouin-LeMesurier.  En 1984, le Parc-nature du Bois-de-Saraguay est créé à des fins de conservation. 